# Harmane
Harmane (Harman) là một amin dị vòng được tìm thấy trong nhiều loại thực phẩm bao gồm cà phê, nước sốt, và thịt nấu chín. Nó cũng có mặt trong khói thuốc lá.

## Hóa học
Harmane là một dẫn xuất methyl hóa của -carboline với công thức phân tử C12H10N2.

## Tác dụng sinh học
Harmane là một chất ức chế thuận nghịch mạnh của monoamin oxydase A (RIMA)  và hoạt động như một chất chủ vận đảo ngược ái lực trung bình tại vị trí benzodiazepine của thụ thể GABA-A. Harmane đã được đề xuất như một ứng cử viên tiềm năng (hoặc thành phần của chúng) cho <u id="mwGA">phối tử nội sinh</u> của thụ thể imidazoline, mặc dù bằng chứng là hạn chế và không rõ ràng.
Ở chuột, gây hại làm tổn thương một số dendritic dendaminic ở các liều đủ cao. Nồng độ hòa tan trong máu và beta-carboline tương tự có liên quan đến chứng run cơ bản và bệnh Parkinson.